# ハディーサ
ハディーサ（حديثة, al-Haditha、Haditha）は、イラク西部、アンバール県の西部、ユーフラテス河畔に位置する都市。

## 基本情報
- 人口：4万6500人
- 主な宗派：スンナ派

- 産業
  - 農業：ユーフラテス河畔、カーディシーヤ湖（en:Lake Qadisiya）畔
  - 牧畜：羊、山羊
  - 漁業

- 地理
  - 座標：北緯34度08分23秒 東経42度22分41秒 / 北緯34.13972度 東経42.37806度
  - バグダードから240km、シリアと自動車で1日以内の距離に位置する

## 年表
- 1978年、イラク国内第2の規模を持つ水力発電ダム、ハディーサ・ダムが、ソビエト連邦、ユーゴスラビアの支援を受けて、ハディーサ北部で建設開始
- 1986年、ハディーサ・ダム竣工

- 2003年、アメリカ合衆国のイラク侵攻により、ダムは攻撃されハディーサは水害、電気遮断
- 2003年7月16日、ハディーサ市長 Mohammed Nayil Jurayfi と 彼の末子 Ahmed が暗殺される[1][2]。

- 2005年11月19日、24人のイラク市民が、アメリカ海兵隊員12名により殺害される。
- 2007年、イラク警察設置。橋の再建。病院の再開。

## 参照
1. ↑  New casualties test US resolve BBC
2. ↑  Rajiv ChandrasekaranIraqi Mayor's Killing Reinforces Fear  "ワシントンポスト" Foreign Service

### 記事
Marines Exonerated
Case for the Combat Squad Leader